# Sainte-Radegonde (Deux-Sèvres)
Sainte-Radegonde is een plaats en voormalige gemeente in het Franse departement Deux-Sèvres in de regio Nouvelle-Aquitaine en telt 1978 inwoners (2004). De plaats maakt deel uit van het arrondissement Bressuire. De gemeente Sainte-Radegonde is op 1 januari 2019 opgeheven en toegevoegd aan de gemeente Thouars. 

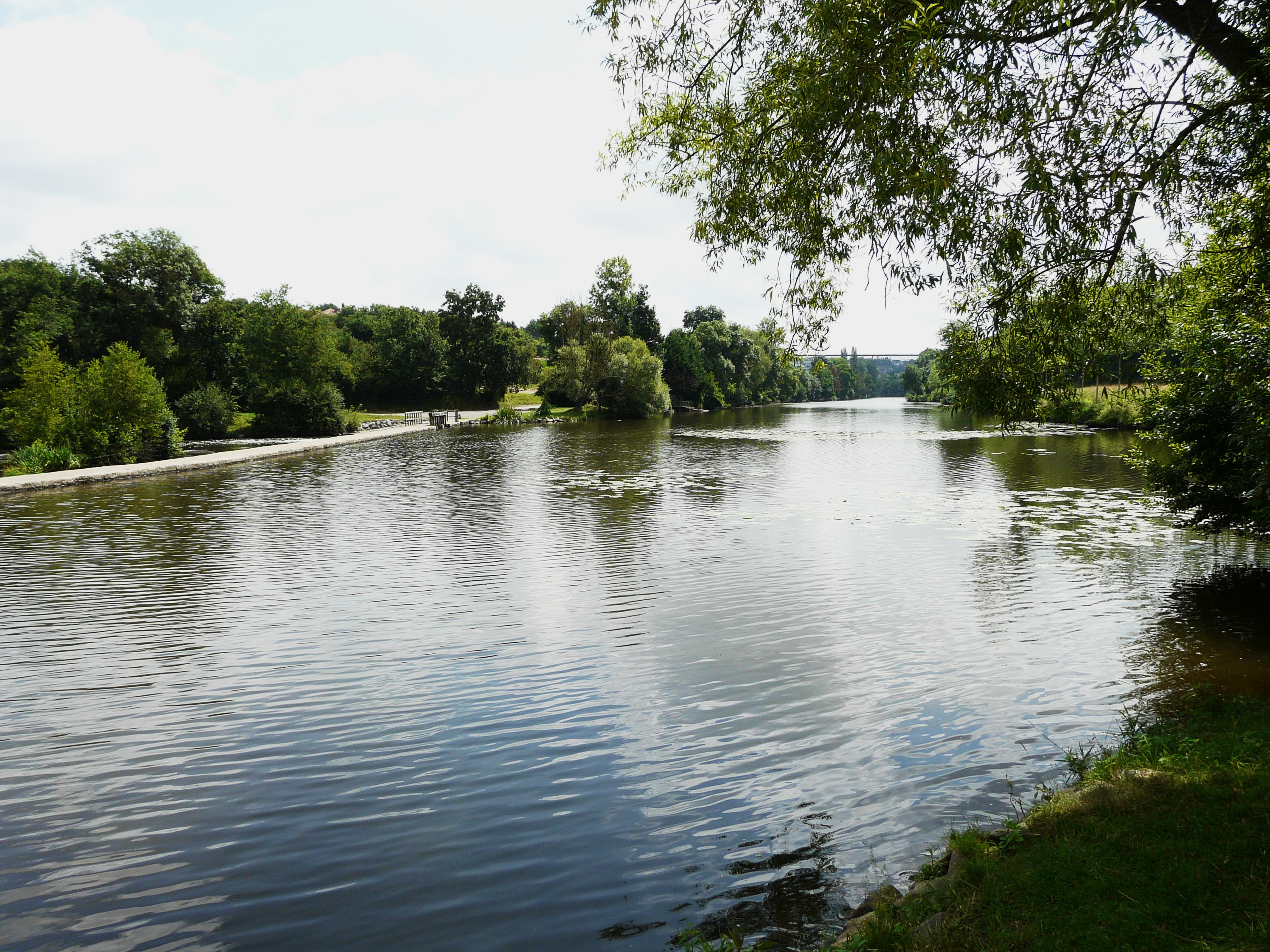
De Thouet bij Sainte-Radegonde
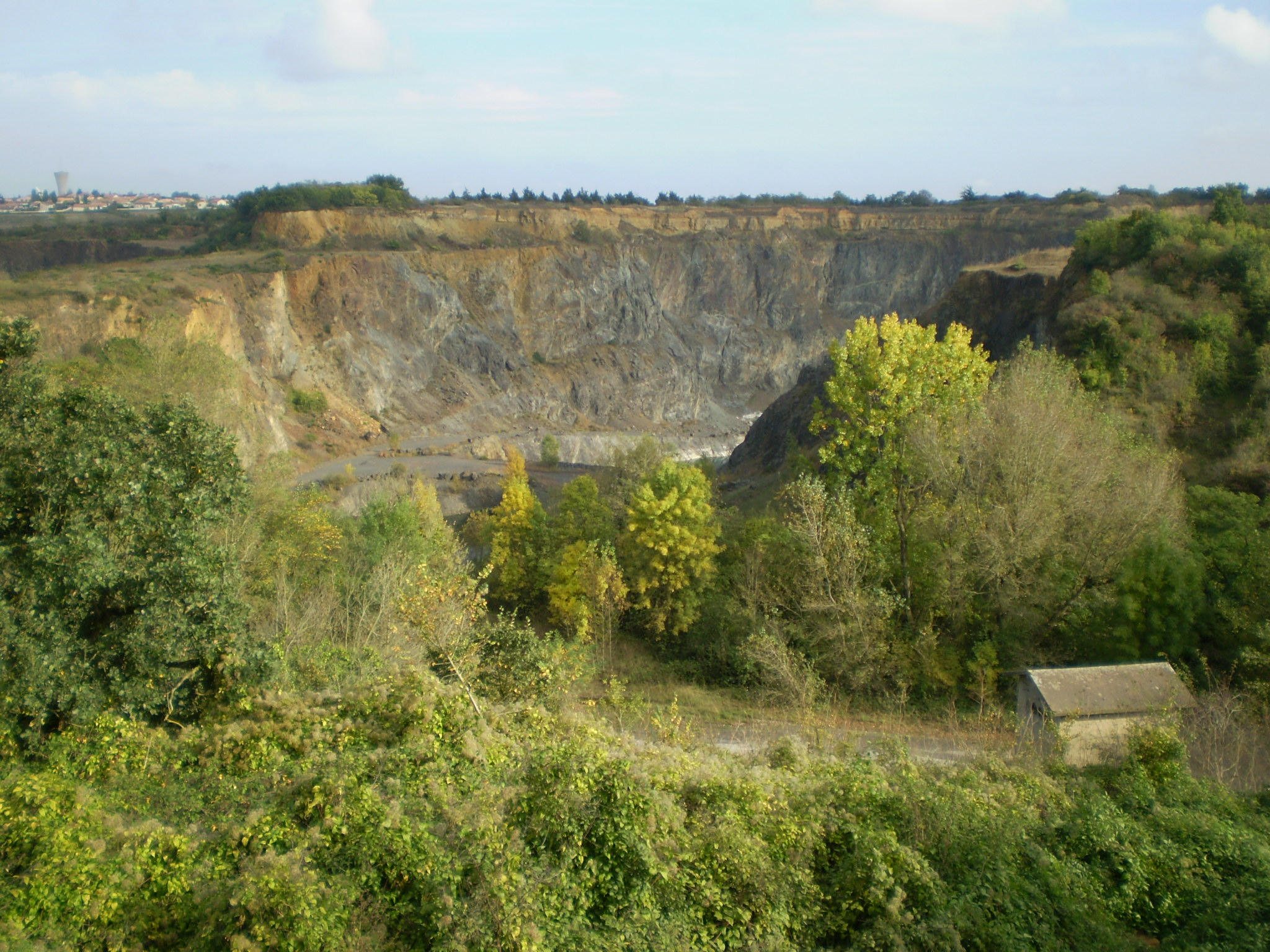
Carrière La Gouraudière

## Geografie
De oppervlakte van Sainte-Radegonde bedraagt 7,5 km², de bevolkingsdichtheid is 263,7 inwoners per km².
De onderstaande kaart toont de ligging van Sainte-Radegonde (Deux-Sèvres) met de belangrijkste infrastructuur en aangrenzende gemeenten.

## Demografie
Onderstaande figuur toont het verloop van het inwonertal.
Mauzé-Thouarsais · Missé · Sainte-Radegonde · Thouars